# 三浦英
三浦 英（みうら ひで、1981年12月10日 - ）は、日本の俳優。長野県飯田市出身。血液型A型、身長170cm。バイツ所属。趣味はコンピュータゲーム、マンガ鑑賞、映画鑑賞、釣り、人狼ゲーム、リアル脱出ゲーム。

## 出演

### 映画
- 「純喫茶エルミタージュ」（及川拓郎監督、2005年） - マスター 役
- 「一週間賃貸住宅物語」（もりしげる監督、2005年） - 浩介 役
- 「タッチ」（犬童一心監督、2005年） - 須見高エース佃 役
- 「金曜コーンフレーク」（角田ルミ監督、2007年） - 悪魔 役
- 「踊る大捜査線 THE MOVIE3 ヤツらを解放せよ!」（本広克行監督、2010年）
- 「pendant」（清水浩監督、2011年） - 主演・C 役
- 「はやぶさ」（堤幸彦監督、2011年）
- 「約束の破り方」（成瀬拓諭監督、2011年） - 準主演・拓巳 役
- 「無条件幸福」（藤原光洋監督、2011年） - 上司・加藤 役
- 「青いソラ白い雲」（金子修介監督、2011年）
- 「アマリリスの花言葉」（安藤遼介監督、2011年） - 主演 役
- 「電話の向こう側」（増田俊樹監督、2011年） - 相馬 役
- 「労働者階級の悪役」（平波亘監督、2012年） - 平野 役
- 「こっぴどい猫」（今泉力哉監督、2012年） - 秀樹 役
- 「アウトレイジ ビヨンド」（北野武監督、2012年） - バッティングセンターの若者 役
- 「SUNRISE SUNSET」（橋口亮輔監督、2013年） - 奥田 役
- 「狂武蔵」（坂口拓監督、2013年）
- 「アナタの白子に戻り鰹」（今井真監督、2013年）
- 「GET BACK NIGHT」（山田剛志監督、2013年） - 正二 役
- 「我が輩は木村の猫である」（片岡翔監督、2013年）
- 「Ring aBell」（岡元優作監督、2013年） - 同僚 役
- 「海に沈める」（田崎恵美監督、2014年） - 涼 役

### オリジナルビデオ
- 「むこうぶち 高レート裏麻雀列伝」（片岡修二監督、2007年）
- 「むこうぶち2 高レート裏麻雀列伝　鬼の棲む荒野」（片岡修二監督、2007年）
- 「むこうぶち3 高レート裏麻雀列伝　裏プロ」（片岡修二監督、2008年）
- 「むこうぶち4 高レート裏麻雀列伝　雀荘殺し」（片岡修二監督、2008年）

### テレビドラマ
- 二十四の瞳（2005年、日本テレビ） - 相沢仁太 役
- 明日の光をつかめ（2010年、THK） - 若い刑事 役
- おいハンサム!!2 第2話（2024年4月13日、東海テレビ・フジテレビ） - マスター 役

### CM
- ZETT 企業CM（2005年）
- エプソン カラリオミー プリンターにやられた編（2009年）
- ミツカン お鍋ススメ隊（2009年） - 隊員 役
- コナミ プロ野球スピリッツ2010（2010年） - ヤクルトスワローズファン 役
- ジョージアご褒美ブレイク 男たちの甘い午後編（2010年）

### 舞台
- 2003年1月 「さい」（演出：大塩哲史）
- 2003年10月 北京蝶々旗揚げ公演「最初の人と次の人」（作・演出：大塩哲史）
- 2004年2月 北京蝶々第一回公演「壁と障子はスパイの目と耳」（作・演出：大塩哲史）
- 2004年6月 北京蝶々第二回公演「othello」（作：大塩哲史）
- 2004年10月 北京蝶々第三回公演「酸素」（作・演出：大塩哲史）
- 2004年11月 北京蝶々番外公演「空気」（作：大塩哲史）
- 2005年1月 ワットカラー「のるかそるか」（作:ブラジリー・アン・山田・演出：イケタニマサオ）
- 2005年5月 北京蝶々第四回公演「心無いらくがき」（作・演出：大塩哲史）
- 2005年10月 北京蝶々第五回公演「入れ替わるためのまちがい探し」（作・演出：大塩哲史）
- 2006年3月 北京蝶々番外公演「フラワーズ」（作・演出：大塩哲史）
- 2006年5月 北京蝶々第六回公演「コトバのサクラ」（作・演出：大塩哲史）
- 2006年11月 北京蝶々第七回公演「物々交換」（作・演出：大塩哲史）
- 2007年4月 北京蝶々第八回公演β版「ドラマ進化論」（作・演出：大塩哲史）
- 2007年4月 演劇ブックプロデュース「レミゼラブ・ル」（作・演出：ブルースカイ）
- 2007年5月 北京蝶々第八回公演「ドラマ進化論」（作・演出：大塩哲史）
- 2007年7月 チームボツデット「北海道に行こう」（作・演出：高見靖二）
- 2007年12月 JACROW「dog eat dog」（作・演出：中村暢明）
- 2008年3月 JACROW「斑点シャドー」（作・演出：中村暢明）
- 2008年12月 LAVINIA「ムーランドラギャレット」（作・演出：高円寺圭子)
- 2009年4月 はらぺこペンギン「闇の向こう側」（作・演出：白坂英晃）
- 2009年12月 LAVINIA「恋衣」（作・演出：高円寺圭子)
- 2010年4月 はらぺこペンギン「それでも僕のアイドル」（作・演出：白坂英晃）